# پائولو کونته
پائولو کونته (به ایتالیایی: Paolo Conte) آهنگساز، خواننده و نوازندهٔ پیانوی اهل ایتالیا است. او یکی از خواننده/ترانه‌سرایان محبوب و نامدار ایتالیایی در چند دههٔ گذشته‌است.
موسیقی کونته آمیزه‌ای است از جاز آمریکای شمالی، تانگوی آمریکای جنوبی، شانسون فرانسوی و موسیقی کاباره‌ای آلمانی؛ سبکی که منحصر به خود اوست. این موسیقی با اشعاری همدلانه که نگاهی طنزآمیز به نقاط ضعف بشر دارند همراهی می‌شود.

## سال‌های آغازین
پائولو کونته زادهٔ شهر آسته در ناحیهٔ پیمونت ایتالیاست. او پسر ارشد یک دفترخانه‌دار است که یک پیانیست آماتور هم بود. پدر و مادرش هر دو علاقهٔ زیادی به موسیقی جاز آمریکایی داشتند. به گفتهٔ کونته در زمان کودکیش آن‌ها تعدادی از صفحه‌های پیانوی دوک الینگتون را در خانه داشتند که خیلی ارزشمند به‌شمار می‌آمدند، چون آن سال‌ها فاشیست‌ها موسیقی آمریکایی را ممنوع کرده بودند و چنین آثاری فقط در بازار سیاه یافت می‌شد. او از سن طفولیت به همراه برادر کوچک‌ترش جورجو (که بعدها به‌نوبهٔ خودش ترانه‌سرای مشهوری شد) نواختن پیانو را آغاز کرد. پیرو پیشهٔ موروثی خانوادگی‌شان در دانشگاه حقوق خواند و تا ۳۰ سالگی به وکالت اشتغال داشت.
کونته که در همان سال‌ها برای چند گروه جاز محلی ویبرافون می‌نواخت، به‌مرور و با همکاری جورجو شروع به نوشتن ترانه‌های خودش کرد. با تلاش بسیار سروده‌هایش را برای یک ناشر موسیقی در میلان فرستاد و به گفتهٔ خودش آن‌ها «به‌شکل معجزه‌آسایی» ترانه‌هایش را خریدند.

## زندگی حرفه‌ای
پس از حدود یک دهه ترانه‌سرایی برای خوانندگانی مثل آدریانو چلنتانو، پتی پراو و کاترینا کاسلی در سال ۱۹۷۴ اولین آلبوم کونته با نام این زندگی کثیف منتشر شد. ترانه‌های کونته در فضایی مرموز (چند پاره و امپرسیونیستی) سیر می‌کردند، گویی موسیقی‌اش از یک مکان قدیمی نیمه‌آشنا می‌آمد و شعرهایش یادآور اتفاقات تقریباً فراموش شده یا خیالی بودند. خیلی زود آثار او در گوشه و کنار ایتالیا شنیده شدند و هوادارانی پیدا کرد. «این فوق‌العاده است» (۱۹۸۱) یکی از آثار مشهور او و یکی از پرفروش‌ترین ترانه‌های ایتالیاست که بعداً در فرانسه هم با استقبال فراوان مواجه شد. این یکی از قطعه‌های چهارمین آلبوم استودیویی کونته با نام میلونگای پاریس است که تعدادی از ترانه‌های کلاسیک او را شامل می‌شود، از جمله قطعهٔ «دست و پنجه نرم کردن با یک میلونگای سبز» که ادای احترامیست به آتاهوآلپا یوپانکی موسیقی‌دان آرژانتینی.
در سال ۱۹۸۴ ششمین آلبوم استودیویی و سومین آلبوم معروف کونته با نام حریف مُشت‌زنی منتشر شد. این آلبوم شامل ۱۰ قطعهٔ جاز مبتنی بر پیانوست و برای توصیف تیپ موسیقی او در این آلبوم، می‌توان به ترانه‌های «حریف مُشت‌زنی» و «کُمِدی» (که با صداخوانیهای نسبتاً زیاد همراهی می‌شوند) اشاره کرد.

## در نگاه دیگران
ایزابلا روسلینی معتقد است در موسیقی کونته سنت و مدرنیته در آزادی بی‌قید و شرط حاصل از آواز او بدون هیچ‌گونه تظاهری در هم آمیخته‌اند. به باور روسلینی در آثار کونته نوعی سادگی وجود دارد که دستیابی به آن بسیار دشوار است.
رابین دنسلو (موسیقی‌نویس گاردین) پائولو کونته را نسخهٔ ایتالیایی مجموعهٔ لئونارد کوهن، تام ویتس و ژاک برل دانسته‌است.